# Arybbas
Arybbas av Epirus var kung av Epiros mellan 370 och 342 f.Kr.. 